# Níjar
Níjar és un municipi de la província d'Almeria, a Andalusia. Està situat a l'est de la província, entre els estreps de la Sierra Alhamilla i la costa sud-oriental mediterrània, i és el cap de la comarca del Campo de Níjar. Té una superfície de 599,8 km², amb la qual cosa és un dels municipis més extensos d'Espanya. La població, de 17.824 habitants (2002), es reparteix en els nuclis principals de Campohermoso, San Isidro i la vila de Níjar.

## Demografia
| 1996   | 1998   | 1999   | 2000   | 2001   | 2002   | 2003   | 2004   | 2005   | 2006   |
| ------ | ------ | ------ | ------ | ------ | ------ | ------ | ------ | ------ | ------ |
| 15.017 | 15.406 | 16.083 | 16.269 | 18.371 | 19.332 | 20.810 | 21.306 | 24.435 | 26.070 |

## Entitats de població
| Entitat de Població | Pob. (2006) |
| ------------------- | ----------- |
| Campohermoso        | 7.682       |
| San Isidro de Níjar | 5.216       |
| Níjar               | 2.924       |
| Saladar y Leche     | 1.763       |
| Puebloblanco        | 1.271       |
| El Barranquete      | 923         |
| San José            | 817         |
| Los Nietos          | 679         |
| El Viso             | 627         |
| Atochares           | 569         |
| Pujaire             | 501         |
| Ruescas             | 464         |
| Pozo de los Frailes | 412         |
| Agua Amarga         | 388         |
| Las Negras          | 333         |
| Fernan Pérez        | 299         |
| Venta del Pobre     | 264         |
| La Isleta           | 221         |
| Albaricoques        | 182         |
| Rodalquilar         | 164         |
| El Nazareno         | 141         |
| Hornillo            | 121         |
| Hortichuelas        | 80          |
| Tristanes           | 28          |
| Huebro              | 25          |

## Economia
Una de les principals fonts d'ingressos és l'agricultura, fonamentalment amb el predomini de l'ús d'hivernacles típics d'Almeria, i en aquest aspecte l'àrea és la més productiva de la província després de la comarca del Campo de Dalías. L'altra font principal d'ingressos del municipi és el turisme, principalment al nucli de San José, que té port esportiu. També són importants en aquest sentit Las Negras, Los Escullos, La Isleta del Moro, Agua Amarga i Rodalquilar.
Hi destaquen la indústria del plàstic, la ramaderia, la pesca (residual en comparació amb els anys previs al turisme) i la mineria, amb jaciments de plom, plata i antimoni, principalment a la vall de Rodalquilar, on temps enrere hi va haver famoses explotacions d'or. No obstant això, després del tancament de les mines de Rodalquilar, la mineria hi va quedar reduïda a no res.